# 오만 클럽

오만 클럽(نادي عمان)은 무스카트에 위치한 오만의 축구 클럽이다. 오만 클럽은 1942년 창단된 오만에서 가장 오래된 클럽이다.

## 우승 기록
- 오만 리그: 1

1997
- 술탄 카부스 컵: 2

1979-80, 1994-95

## AFC 대회 성적
- 아시안 클럽 챔피언십: 2회 출전

1993-94: 준우승
1998-99: 1라운드
- 아시안 컵 위너스 컵: 1회 출전

아시안 컵 위너스 컵 1995-96: 1라운드

## 선수 명단

### 현역
- 샤를마뉴 아종니토데
- 모하메드 아가르
- 야지드 라문